# Blond (Haute-Vienne)
Blond é uma comuna francesa na região administrativa da Nova Aquitânia, no departamento de Alto Vienne. Estende-se por uma área de 64,69 km². Em 2010 a comuna tinha 717 habitantes (densidade: 11,1 hab./km²).